# Collotheca trifidlobata
Collotheca trifidlobata är en hjuldjursart som först beskrevs av Pittock 1895.  Collotheca trifidlobata ingår i släktet Collotheca och familjen Collothecidae. Inga underarter finns listade i Catalogue of Life.